# Dorothea Kliche-Behnke
Dorothea Kliche-Behnke (* 8. Mai 1981 in Herdecke) ist eine deutsche Politikerin (SPD). Seit 2021 ist sie Mitglied des Landtags von Baden-Württemberg.

## Leben
Dorothea Kliche-Behnke wuchs zunächst in Weibersbrunn, ab 1989 in Stuttgart auf, wo sie sich im Jugendrat Stuttgart-Süd engagierte und ihr Abitur machte. Sie studierte von 2000 bis 2006 an der Universität Tübingen Deutsch, Geschichte und Katholische Theologie auf Lehramt. Dort promovierte sie 2015 mit einem literaturwissenschaftlichen Thema über autobiografische Romane im Kontext des Nationalsozialismus. 
Bei dem Großhandelsunternehmen für Fahrradteile Paul Lange & Co., das ihre Großeltern 1949 in Stuttgart gegründet hatten, war sie von 2015 bis 2021 Referentin der Geschäftsführung. Sie ist katholisch und sitzt im Kirchengemeinderat der Lustnauer St. Petrus-Gemeinde. Sie ist verheiratet, hat drei Kinder und wohnt im Tübinger Stadtteil Lustnau.
Dorothea Kliche-Behnke ist unter anderem Vorsitzende der Familienbildungsstätte Tübingen, Mitglied im Verwaltungsrat der Kreissparkasse, im Kuratorium Sahnehäubchen sowie im Stiftungsrat der Stiftung Haus Lindenhof.

## Politik
Seit 2004 ist Kliche-Behnke Mitglied der SPD, von 2007 bis 2019 war sie Kreisverbandsvorsitzende der SPD im Landkreis Tübingen. Sie wurde 2009 in den Gemeinderat der Stadt Tübingen gewählt, wo sie stellvertretende Fraktionsvorsitzende war. 2023 gab sie das Gemeinderatsmandat auf, um sich auf ihre Tätigkeit als Abgeordnete zu konzentrieren. Seit 2018 gehört sie als eine von vier stellvertretenden Landesvorsitzenden dem Landesvorstand der SPD Baden-Württemberg an.
Im Landtagswahlkreis Tübingen kandidierte sie 2016, konnte damals aber mit 12,6 % der Stimmen kein Mandat erzielen. Bei der Landtagswahl 2021 kandidierte sie erneut in diesem Wahlkreis und erzielte mit 11,6 % der Stimmen ein Zweitmandat. Sie ist eine von vier stellvertretenden Fraktionsvorsitzenden der SPD-Landtagsfraktion sowie sozialpolitische und wissenschaftspolitische Sprecherin.

## Veröffentlichungen
- Nationalsozialismus und Shoah im autobiographischen Roman. Poetologie des Erinnerns bei Ruth Klüger, Martin Walser, Georg Heller und Günter Grass, De Gruyter, Berlin 2016, ISBN 978-3-11-060731-4 (zugl. Diss. Univ. Tübingen 2015)